# Marek Rytel
Marek Rytel (ur. 12 listopada 1928 w Toruniu, zm. 19 września 2004 w Rzeszowie) – polski profesor nauk fizycznych, nauczyciel akademicki

## Życiorys
Urodził się w Toruniu rodzinie inteligenckiej, ojciec był oficerem Wojska Polskiego. Po zakończeniu wojny utrzymywał się z pracy jako fotograf uliczny. W latach 1947–1952 studiował na Wydziale Matematyki, Fizyki i Chemii na Uniwersytecie Mikołaja Kopernika w Toruniu. W 1952 został magistrem filozofii w zakresie fizyki (spektroskopia molekularna), stopień naukowy doktora nauk fizyczno-matematycznych otrzymał w 1962 za dysertację Stałe siłowe fluorowych podstawień etylenu, stopień naukowy doktora habilitowanego w 1972 za monografię Układ Ångströma w widmach izotopowych drobin CO, tytuł profesora nauk fizycznych w 1984.
W latach 1947–1950 pracował jako nauczyciel w szkołach średnich w Toruniu i Bydgoszczy, w 1949-1954 jako asystent na UMK w Toruniu, 1954-1961 – starszy asystent i adiunkt w Wyższej Szkole Rolniczej w Szczecinie, był jednym z organizatorów Katedry Fizyki WSR w Szczecinie.  
W latach 1961–1964 pracował jako starszy wykładowca w filii Politechniki Krakowskiej w Rzeszowie, 1964-1999 – docent, profesor nadzwyczajny, profesor zwyczajny w Wyższej Szkole Pedagogicznej w Rzeszowie.  

## Działalność naukowa
Badania naukowe prof. Marka Rytla dotyczyły struktury energetycznej i dynamiki wybranych molekuł dwuatomowych, szczególnie molekuł biorących udział w procesach atmosferycznych i biologicznych, takich jak CO, NO, CH. Kierował wielokrotnie badaniami koordynowanymi centralnie przez Komitet Spektroskopii PAN i Centrum Astronomiczne PAN. Znacznie poszerzył wiedzę o molekułach: CH, CH + NO CO+, a przede wszystkim o CO, także wiedzę o oscylatorach radialnych; sformułował twierdzenie hiperwirialne i sum Jackiwa dla oscylatorów radialnych. Prowadził wykłady ze spektroskopii molekularnej oraz z fizyki atomowej i molekularnej.
Przez wiele lat był dyrektorem Instytutu Fizyki oraz dziekanem Wydziału Matematyczno-Przyrodniczego Wyższej Szkoły Pedagogicznej w Rzeszowie, członkiem Senatu oraz aktywnym członkiem Związku Nauczycielstwa Polskiego i centralnych władz tego Związku. Pełnił wiele zaszczytnych funkcji – m.in. w latach 1991-1996 – był przewodniczącym Senackiej Komisji Budżetu i Finansów WSP w Rzeszowie, w latach 1984-1986 członkiem Komitetu Spektroskopii PAN, zaś w latach 1993-1996 – członkiem Rady Głównej Szkolnictwa Wyższego. Po przejściu na emeryturę w 1999 pracował nadal w WSP w Rzeszowie oraz w Wyższej Szkole Zawodowej w Jarosławiu.
Profesor Marek Rytel wypromował 6 doktorów (w tym 2 za granicą) oraz ok. 200 magistrów. Był recenzentem 4 prac doktorskich i jednej pracy habilitacyjnej.

## Odznaczenia
- Krzyż Oficerski Orderu Odrodzenia Polski
- Krzyż Kawalerski Orderu Odrodzenia Polski
- Złoty Krzyż Zasługi
- Złota Odznaka Związku Nauczycielstwa Polskiego